# Kinball
Kinball – drużynowa gra wymyślona w roku 1986 przez Mario Demersa, nauczyciela wychowania fizycznego z Quebec w Kanadzie. Gra jest bardzo popularna w Kanadzie, Francji i Azji (Korea Południowa, Japonia). Punkty zdobywa się jeśli po wznowieniu drużyna, która ma odebrać piłkę, nie złapie jej w locie, ale pozwoli jej się odbić od ziemi bądź popełni jedno z wykroczeń.

## Zasady
Rozgrywka zaczyna się od losowania drużyny, która rozpocznie, przy pomocy sześciennej kostki. Aby rozpocząć mecz, trójka zawodników musi w przyklęku trzymać piłkę nad głowami a czwarta osoba z drużyny wykrzykuje regułkę Omnikin i kolor drużyny do której podaje np. "Omnikin czarny!", w momencie uderzenia wszyscy zawodnicy drużyny muszą dotykać piłki. W trakcie komendy można tylko raz użyć słowa Omnikin, a zaraz potem musi paść nazwa koloru drużyny. Dozwolone jest np. "niebieski Omnikin Czarny!" ale stwierdzenie "Omnikin czarny Omnikin różowy" jest błędne. Drużyna przy piłce musi zawsze atakować drużynę z największą liczbą punktów. Jeżeli drużyna z największą liczbą punktów zagrywa musi wywołać kolejną drużynę z największą ilością punktów. Jeżeli dwie broniące się drużyny mają taką samą liczbę punktów, drużyna atakująca może wybrać dowolną z nich. Piłka musi przelecieć dystans około 1,8 metra (pomiędzy krawędzią piłki w miejscu odbicia a krawędzią w miejscu w którym spadła). Dystans ten odpowiada odległości zakreślonej przez 1,5 piłki. Trajektoria lotu nie może być skierowana do dołu, piłka musi przejść przez fazę wznoszenia bądź przynajmniej lotu równoległego i zmieścić się w boisku aby uznać próbę za udaną. Piłkę można łapać w powietrzu bądź tuż przy podłożu wszelkimi możliwymi sposobami (kopanie, podkładanie rąk i używanie tułowia). Następnie drużyna, która złapała piłkę, musi ją wprowadzić do gry. Wznowić grę można z dowolnego miejsca boiska, zawodnicy mogą dowolnie przemieszczać się ze złapaną piłką, nie może to trwać jednak dłużej niż 5 sekund.

## Boisko i sprzęt
Boisko na imprezach rangi mistrzowskiej ma wymiary 20x20 metrów (66x66 stóp), są to również maksymalne rozmiary boiska dopuszczane przez federację. W rozgrywkach krajowych dopuszczane są mniejsze wymiary boiska, IKBF zaleca aby były nie mniejsze niż 15,28x18,24 metra (50x60 stóp). Przy zawodach regionalnych organizowanych przez klub wymiary boiska mogą być dowolne, choć nie zalecane są mniejsze niż 15,28x12,22 metra (40x50 stóp)
W meczu występują zawsze trzy drużyny, zawsze w kolorach: niebieskim lub różowym, szarym i czarnym. Oprócz zawodników na boisku znajduje się dmuchana piłka o średnicy 1,2 metra, spełniająca założenia IKBF.

## Rozgrywka i punktacja
Rozgrywka trwa do momentu zdobycia przez drużynę 13 punktów, dwie drużyny zdobywają punkt po błędzie trzeciej drużyny. Błędy dzieli się na:

1. defensywne:

  - nieutrzymanie piłki w grze
2. ofensywne:
  - niewłaściwa komenda przy wybijaniu
  - przeszkadzanie drużynie broniącej
  - wybicie piłki poza pole gry
  - niewłaściwe wznowienie

Mecz kończy się po tym jak jedna drużyna wygra trzy rozgrywki, co daje maksymalny czas gry do 7 rozegranych partii.

## Imprezy Międzynarodowe

### Mistrzostwa Świata
| Rok  | Miejsce rozgrywania | Zwycięzca mężczyźni | 2. miejsce mężczyźni | 3. miejsce mężczyźni | Zwycięzca kobiety | 2. miejsce kobiety | 3. miejsce kobiety |
| ---- | ------------------- | ------------------- | -------------------- | -------------------- | ----------------- | ------------------ | ------------------ |
| 2001 | Kanada              | Kanada              | Japonia              | Belgia               | Kanada            | Japonia            | Belgia             |
| 2002 | Kanada              | Kanada              | Japonia              | Francja              | Kanada            | Japonia            | Francja            |
| 2005 | Belgia              | Kanada              | Japonia              | Francja              | Kanada            | Japonia            | Francja            |
| 2007 | Hiszpania           | Kanada              | Japonia              | Francja              | Kanada            | Japonia            | Francja            |
| 2009 | Kanada              | Kanada              | Belgia               | Japonia              | Kanada            | Francja            | Japonia            |
| 2011 | Francja             | Kanada              | Japonia              | Francja              | Kanada            | Japonia            | Szwajcaria         |
| 2013 | Belgia              | Kanada              | Japonia              | Belgia               | Kanada            | Japonia            | Belgia             |
| 2015 | Hiszpania           | Japonia             | Francja              | Czechy               | Kanada            | Japonia            | Francja            |
| 2017 | Japonia             | Kanada              | Japonia              | Czechy               | Kanada            | Japonia            | Francja            |

### Mistrzostwa Europy
| Rok  | Miejsce rozgrywania | Zwycięzca mężczyźni | 2. miejsce mężczyźni | 3. miejsce mężczyźni | Zwycięzca kobiety | 2. miejsce kobiety | 3. miejsce kobiety |
| ---- | ------------------- | ------------------- | -------------------- | -------------------- | ----------------- | ------------------ | ------------------ |
| 2003 | Francja             | Belgia              | Francja 1            | Francja 2            | Belgia            | Francja 1          | Francja 2          |
| 2008 | Niemcy              | Belgia              | Hiszpania            | Francja              | Francja           | Niemcy             | Belgia             |
| 2010 | Francja             | Francja             | Belgia               | Hiszpania            | Belgia            | Francja            | Hiszpania          |
| 2012 | Szwajcaria          | Belgia              | Szwajcaria           | Francja              | Francja           | Belgia             | Szwajcaria         |
| 2014 | Czechy              | Belgia              | Szwajcaria           | Francja              | Belgia            | Francja            | Szwajcaria         |

### Puchar Pan-pacyficzny
| Rok  | Miejsce rozgrywania | Zwycięzca mężczyźni | 2. miejsce mężczyźni | Zwycięzca kobiety | 2. miejsce kobiety |
| ---- | ------------------- | ------------------- | -------------------- | ----------------- | ------------------ |
| 2011 | ?                   | Kanada              | Japonia              | Kanada            | Japonia            |

### Klubowe Mistrzostwa Świata
W 2015 roku rozegrano klubowe mistrzostwa świata w kategorii amatorów i zawodowców, w kategorii zawodowców wygrała ekipa Montreal Shore z Kanady, a w kategorii amatorów International Mix.

## Federacje
Obecnie zarejestrowanych jest 15 federacji:
| Kraj             | Najwyższe miejsce na Mistrzostwach Świata | Rok           | liczba zawodników zrzeszonych | liczba klubów | Strona federacji                     |
| ---------------- | ----------------------------------------- | ------------- | ----------------------------- | ------------- | ------------------------------------ |
| Dania            | 6                                         | 2007          | 30                            | 1             | http://www.aarhuskinball.dk          |
| Kanada           | 1                                         | 2013          | 5000                          | 10            | http://www.kin-ball.ca/en/           |
| Japonia          | 1                                         | 2015          | 1407                          | brak danych   | http://www.newsports-21.com/kin-ball |
| Chiny            | 7                                         | 2013          | 100                           | 1             | brak danych                          |
| Francja          | 2                                         | 2009          | 513                           | 25            | http://www.kin-ball.fr               |
| Belgia           | 2                                         | 2009          | 586                           | 15            | http://www.kin-ball.be               |
| Niemcy           | 5                                         | 2009          | 76                            | 5             | brak danych                          |
| Hiszpania        | 4                                         | 2009          | 215                           | 8             | http://www.kin-ball.es/              |
| Szwajcaria       | 3                                         | 2011          | 90                            | 5             | http://www.kin-ball.ch               |
| Czechy           | 3                                         | 2015          | 181                           | 4             | http://www.kin-ball.cz               |
| Korea Południowa | 6                                         | 2013          | 200                           | 0             | http://www.kinballkorea.org          |
| Austria          | 12                                        | 2015          | 15                            | 2             | brak danych                          |
| Słowacja         | 8                                         | 2015          | 260                           | 20            | http://www.ima.sk                    |
| Finlandia        | nie wystąpiła                             | nie wystąpiła | brak danych                   | 0             | http://www.kin-ball.fi               |
| Singapur         | nie wystąpiła                             | nie wystąpiła | brak danych                   | 0             | http://www.kinball.sg                |